# Son, Norge
Son (tidigare Soon) är en ort i Vestby kommun i Akershus fylke i sydvästra Norge.
Orten har tidigare haft status som stad. Den var ursprungligen en så kallad lastningsplats (norska: ladested) vid mynningen av den lilla Hølensälven mellan Moss och Hvitsten i Oslofjorden. Den bildade tillsammans med staden Hølen en gemensam stadskommun, Son og Hølens kommun, som delades 1847 och Sons kommun upprättades. Staden hade 604 invånare 1910 och omkring 1 000 år 1917. 
Sedan 2007 räknas Son inte som egen tätort, eftersom den vuxit samman med Moss över gränsen till Østfold fylke. Befolkningen var länge till större delen fiskare och sjömän, senare även industriarbetare. Sommartid finns här sedan länge många badgäster.  
I Son ligger tillverkningsföretaget för snabba båtar i glasfiberarmerad plast Goldfish Boats.

## Bilder

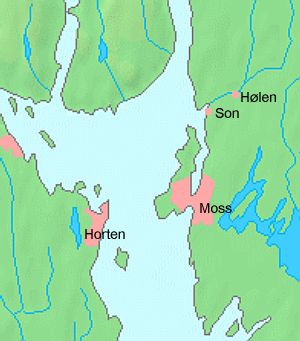
Son på kartan.
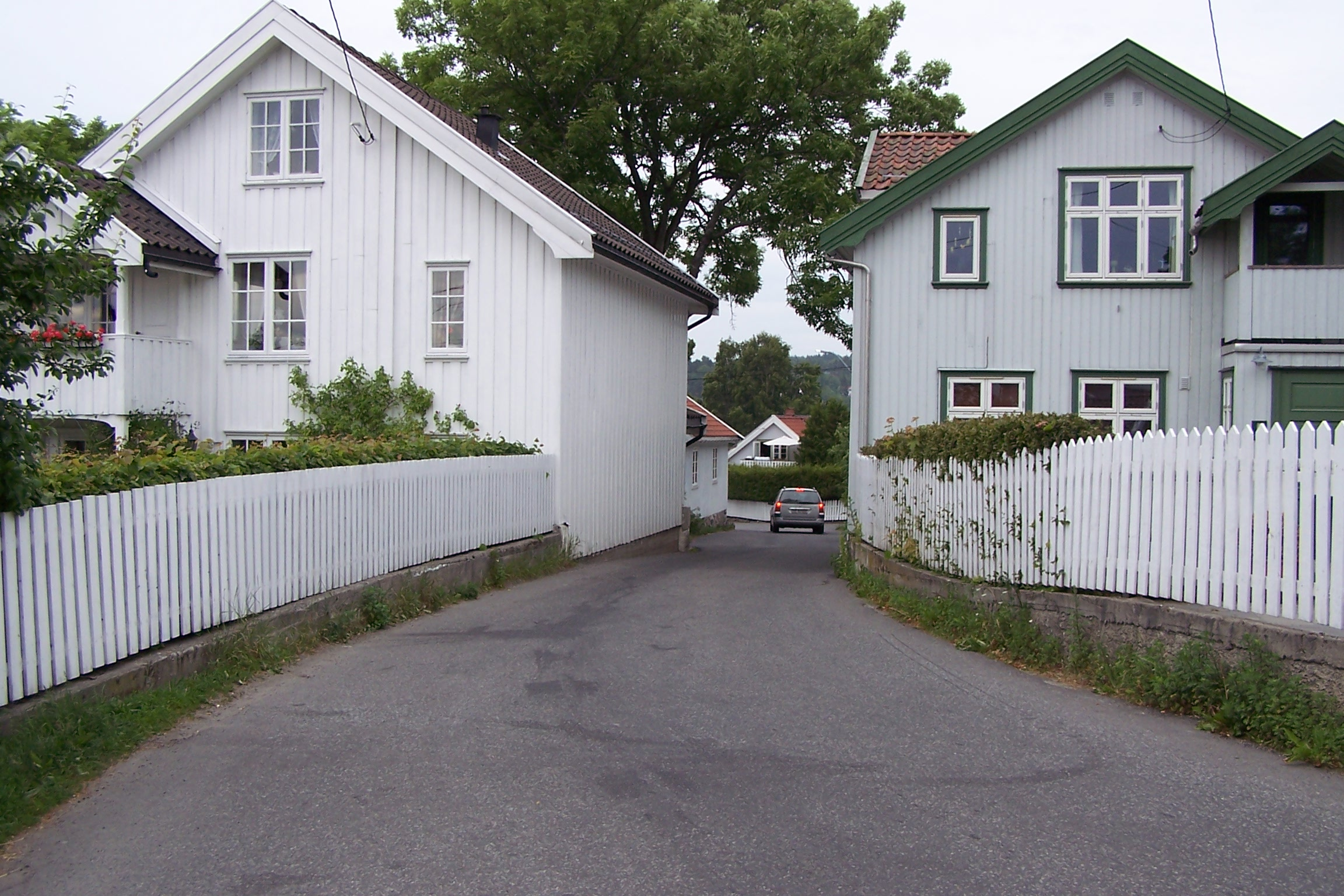
Trähusbebyggelse i Son.
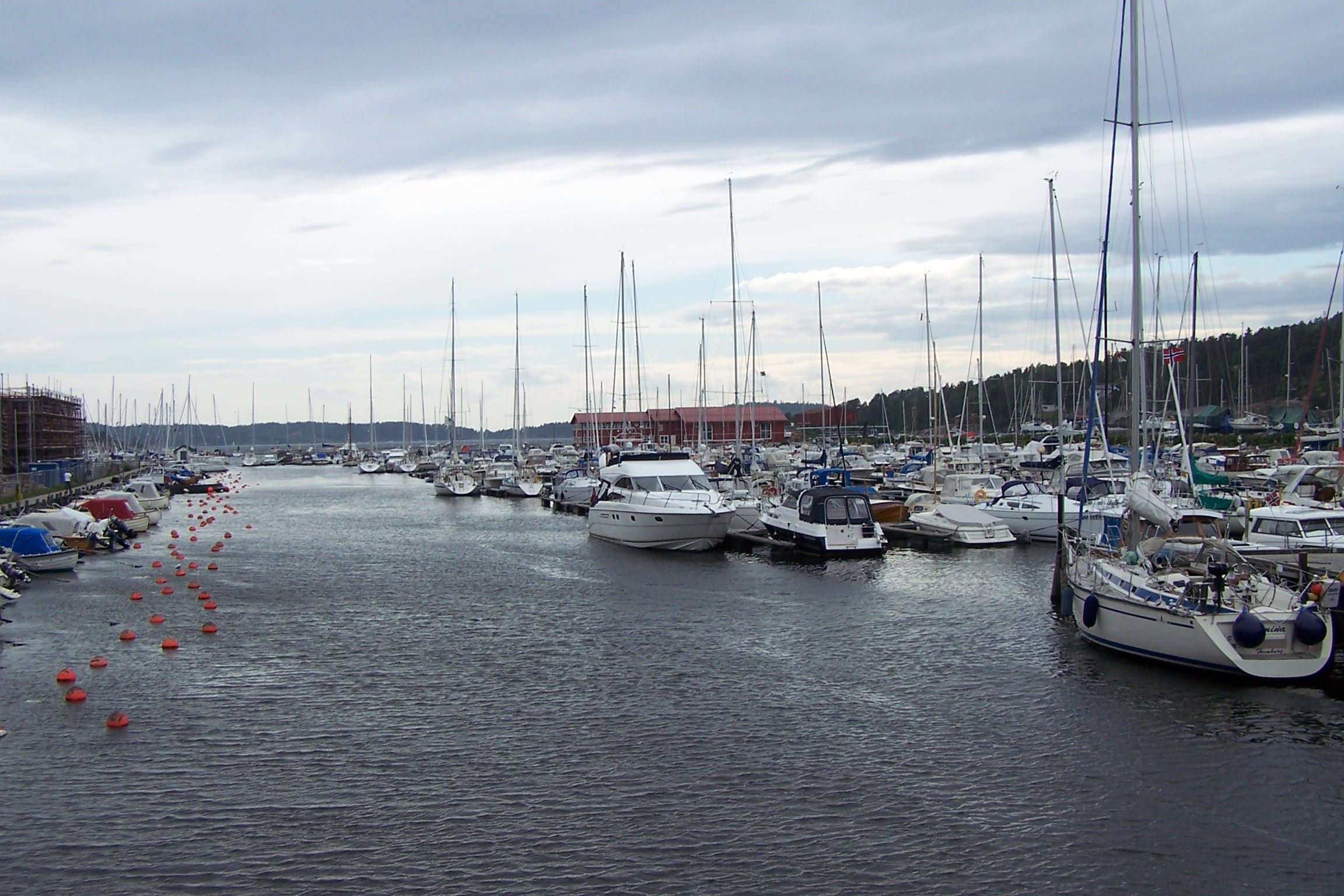
Sons hamn sommartid.